# Притыко, Андрей Георгиевич
Андрей Георгиевич Притыко (11 января 1962, Шуя, Ивановская область, РСФСР — российский нейрохирург, директор (с 1995 по 2022), президент (с 2022 по н.вр.) Научно-практического центра специализированной медицинской помощи детям имени В. Ф. Войно-Ясенецкого , заслуженный врач Российской Федерации.  
Член Совета при Президенте Российской Федерации по реализации государственной политики в сфере защиты семьи и детей.

## Биография
Окончил педиатрический факультет 2-го Московского медицинского института им. Н.И. Пирогова в 1986 году. С 1986 по 1988 годы обучался в клинической ординатуре на базе детской городской клинической больницы № 13 им. Филатова по специальности «Детская хирургия».

В 1988 году был принят врачом-нейрохирургом в Республиканскую детскую клиническую больницу МЗ РФ, где провел большое количество операций по нейрохирургии, зарекомендовал себя как врач - нейрохирург.

В 1989 году прошел первичную специализацию по специальности «Нейрохирургия детская». Через год организовал и возглавил в РДКБ отделение детской нейрохирургии, а с 1990 года назначен руководителем Российского детского Центра нейрохирургии, психоневрологии и черепно-лицевой хирургии.

В 1993 году защитил диссертацию по теме “Реконструктивная микрохирургия в комплексном лечении детей с нейрогенным мочевым пузырем», ему была присуждена ученая степень кандидата медицинских наук.

С июля 1995 года по июль 2022 года - директор Научно-практического центра специализированной медицинской помощи детям имени В.Ф.Войно-Ясенецкого; с июля 2022 - Президент того же Центра.

В 1997 году защитил диссертацию по теме “Комплексное лечение и реабилитация детей с врожденной краниофациальной патологией”, по результатам защиты ему присуждена ученая степень доктора медицинских наук.

С 1999 года возглавляет кафедру челюстно-лицевой хирургии и стоматологии с курсом черепно-лицевой хирургии ФУВ РГМУ в порядке внешнего совместительства.

В 2000 году избран действительным членом Российской академии естественных наук.

В 2001 году Притыко А.Г. присвоено ученое звание Профессора челюстно-лицевой хирургии и стоматологии.

В 2005 году получил второе высшее образование в Академии государственной службы при Президенте РФ по специальности «Государственное муниципальное управление».

В 2005 году окончил Московскую международную высшую школу бизнеса МИРБИС по специальности «Мастер делового администрирования».

В 2013 году окончил НОУ ВПО Православный Свято-Тихоновский Гуманитарный Университет по специальности «Теология».

Имеет сертификаты по специальностям “Нейрохирургия (детская)” 2011г., «Организация здравоохранения и общественное здоровье» 2012г.

В 2014 году присвоена высшая квалификационная категория по специальности «Нейрохирургия».

Принимал активное участие в многочисленных научных конференциях, симпозиумах, конгрессах, проводимых как в нашей стране, так и за рубежом. Неоднократно выступал с докладами по нейрохирургии, черепно-челюстно-лицевой и пластической хирургии. Является автором более 400 печатных научных статей и трех монографий. Был председателем оргкомитета по проведению десяти Международных симпозиумов и конференций, проведенных на базе НПЦ медицинской помощи детям. А.Г.Притыко – председатель Ученого совета НПЦ, член ученого совета РНИМУ, член ученого совета при Департаменте здравоохранения города Москвы.
Указом Президента РФ № 662 от 19 ноября 2018 года А.Г.Притыко введён в состав Совета при Президенте Российской Федерации по реализации государственной политики в сфере защиты семьи и детей (Совет создан в целях реализации государственной политики в сфере защиты семьи и детей, подготовки предложений по её совершенствованию, а также для общественного контроля за выполнением мероприятий, проводимых в рамках Десятилетия детства (2018–2027 годы).
Распоряжением Правительства Российской Федерации от 22 октября 2020 года № 2736-р Притыко А.Г. присуждена премия Правительства Российской Федерации 2020 года в области науки и техники за разработку и внедрение методики внутриутробной хирургической коррекции миеломенингоцеле (spina bifida) у плода, пролонгирования беременности, родоразрешения, лечебной и реабилитационной программы для детей, рожденных после внутриутробной коррекции миеломенингоцеле. 

## Награды и звания
- Медаль «В память 850-летия Москвы», 1997 г.
- Диплом лауреата премии в области здравоохранения и медицины Мэрии Москвы, 1999 г.
- Почетная медаль «За практический вклад в укрепление здоровья нации» Академии Естественных наук, 2002 г.
- «Заслуженный врач Российской Федерации», 2006 г.
- Золотая Звезда Ордена «За заслуги в здравоохранении», 2007 г.
- Памятная медаль Энциклопедии «Лучшие люди России» - за достижения в производственной, научно-исследовательской, общественной и благотворительной деятельности, за большой вклад в развитие экономического и научного потенциала России, способствующие ее процветанию, 2007 г.
- Лауреат Международной премии «Профессия – жизнь» в номинации «За верность профессии», 2008 г.
- Благодарность Президента Российской Федерации, 2012 г.
- Лауреат Премии города Москвы в области медицины, физической культуры, спорта и туризма "За разработку и практическое внедрение инновационных эндоскопических технологий лечения гидроцефалии у детей", 2014 г.
- Лауреат Национальной премии "Призвание", присуждаемой лучшим врачам России, 2015 г.
- Медаль "Святого благоверного князя Владимира" Русской православной церкви, 2016 г.
- Благодарность Президента Российской Федерации, 2020 г.
- Лауреат Премии Правительства Российской Федерации в области науки и техники, 2020 г.